# 正兴湾站
正兴湾站是成都地铁19号线的一座车站，位于中华人民共和国四川省成都市天府新区正兴街道锦江东岸正兴湾大桥侧，滨河路与规划道路交叉口处，沿滨河路东侧规划绿带呈南北向设置。本站于2023年11月28日随19号线二期的开通而启用。本站在规划阶段曾用名“新码头街站”。

## 车站结构
本站为地下二层双岛式车站，四个站台面皆设置屏蔽门，配合设置四条路轨。19号线慢车使用内侧两条路轨，在此待避快车；快车使用外侧两条路轨，可在本站停车办理乘降后超越慢车（接续追越），或不停车直接通过本站超越慢车（通过追越）。本站共设置3个出入口，其中A口通道长60.67米，B口通道长62.21米，C口通道长49.47米，基坑深13米，标准平直段净空高度均为4.35米。三个出入口周边无建构筑物，实施条件较好，采用明挖法实施。

### 车站楼层
| 地面              | 0    | 出口A–C |
| 地下一层          | 站厅 | 自助购票 客服中心 无障碍卫生间 |
| 地下二层          | 站台 | \| \| \| 19号线上行通过路轨 \| \| 島式 · 開右邊车门 \| \| \| \| \| \| 19号线往金星（怡心湖） \| \| \| \| 19号线往天府机场北[註 1]（红莲） \| \| 島式 · 開右邊车门 \| \| \| \| \| \| 19号线下行通过路轨 \| |
|                   |      | 19号线上行通过路轨 |
| 島式 · 開右邊车门 |      | |
|                   |      | 19号线往金星（怡心湖） |
|                   |      | 19号线往天府机场北（红莲） |
| 島式 · 開右邊车门 |      | |
|                   |      | 19号线下行通过路轨 |

## 出入口
本站目前开放2个出入口。
|          |            |                            |      |
| 编号     | 设施       | 指示                       | 照片 |
|          | 无障碍电梯 | 锦江绿道                   |      |
| 出口 · B |            | 武汉路西段、大安桥北路     |      |
| 出口 · C | 无障碍电梯 | 青岛路西段、益州大道南一段 |      |

## 历史
- 2020年11月19日，本站主体结构封顶[7]。
- 2021年8月10日，本站正式移交站后机电施工单位[7]。
- 2021年8月11日，本站至红莲站盾构区间左线首破1000环，实现月最高进尺374.4米，月平均进尺157.5米的佳绩[7]。
- 2021年10月22日，本站至红莲站盾构区间左线贯通[7]。
- 2021年12月12日，本站至红莲站盾构区间右线贯通[7]。
- 2021年12月31日，本站至怡心湖站盾构区间左线贯通[7]。
- 2022年3月10日，本站至怡心湖站盾构区间右线贯通[7]。
- 2023年11月28日，车站启用。